# Championnat de Belgique féminin de volley-ball
Pour les articles homonymes, voir Championnat de Belgique.
Le Championnat de Belgique de volley-ball féminin est une compétition de volley-ball disputée en Belgique depuis 1950. Il est organisé par la Koninklijk Belgisch Volleybal Verbond (KBVV).

## Palmarès
| Année | Champion               | Finaliste              | Troisième              |
| ----- | ---------------------- | ---------------------- | ---------------------- |
| 1951  | Femina                 |                        |                        |
| 1952  | Brabo Antwerpen        |                        |                        |
| 1953  | Brabo Antwerpen        |                        |                        |
| 1954  | Brabo Antwerpen        |                        |                        |
| 1955  | Spartacus              |                        |                        |
| 1956  | Brabo Antwerpen        |                        |                        |
| 1957  | Brabo Antwerpen        |                        |                        |
| 1958  | Brabo Antwerpen        |                        |                        |
| 1959  | Brabo Antwerpen        |                        |                        |
| 1960  | Brabo Antwerpen        |                        |                        |
| 1961  | Brabo Antwerpen        |                        |                        |
| 1962  | Brabo Antwerpen        |                        |                        |
| 1963  | CAPCI Ixelles          |                        |                        |
| 1964  | VOG Oostende           |                        |                        |
| 1965  | CAPCI Ixelles          |                        |                        |
| 1966  | VOG Oostende           |                        |                        |
| 1967  | VOG Oostende           |                        |                        |
| 1968  | VOG Oostende           |                        |                        |
| 1969  | VOG Oostende           |                        |                        |
| 1970  | VOG Oostende           | Hermes Volley Oostende |                        |
| 1971  | Hermes Volley Oostende |                        |                        |
| 1972  | Hermes Volley Oostende |                        |                        |
| 1973  | Hermes Volley Oostende |                        |                        |
| 1974  | Hermes Volley Oostende |                        |                        |
| 1975  | Hermes Volley Oostende |                        |                        |
| 1976  | Hermes Volley Oostende |                        |                        |
| 1977  | Hermes Volley Oostende |                        |                        |
| 1978  | Hermes Volley Oostende |                        |                        |
| 1979  | Hermes Volley Oostende |                        |                        |
| 1980  | Hermes Volley Oostende |                        |                        |
| 1981  | Dilbeek-Itterbeek SC   | Hermes Volley Oostende |                        |
| 1982  | VC Temse Dames         | Hermes Volley Oostende |                        |
| 1983  | Hermes Volley Oostende |                        |                        |
| 1984  | Dilbeek-Itterbeek SC   |                        | Hermes Volley Oostende |
| 1985  | Hermes Volley Oostende |                        |                        |
| 1986  | DECO Denderhoutem      |                        |                        |
| 1987  | Hermes Volley Oostende |                        |                        |
| 1988  | Antonius Herentals     |                        |                        |
| 1989  | VC Temse Dames         |                        |                        |
| 1990  | Antonius Herentals     |                        |                        |
| 1991  | Antonius Herentals     |                        |                        |
| 1992  | Antonius Herentals     |                        |                        |
| 1993  | Antonius Herentals     |                        |                        |
| 1994  | Datovoc Tongeren       |                        |                        |
| 1995  | Datovoc Tongeren       | Dauphines Charleroi    |                        |
| 1996  | Kärcher Herentals      | Datovoc Tongeren       |                        |
| 1997  | Kärcher Herentals      | Asterix Kieldrecht     |                        |
| 1998  | Asterix Kieldrecht     |                        |                        |
| 1999  | Kärcher Herentals      | Asterix Kieldrecht     |                        |
| 2000  | Asterix Kieldrecht     | Isola Tongeren         |                        |
| 2001  | Asterix Kieldrecht     | Kärcher Herentals      |                        |
| 2002  | Isola Tongeren         | Asterix Kieldrecht     |                        |
| 2003  | Eburon Tongres         | Asterix Kieldrecht     |                        |
| 2004  | Eburon Tongres         | Asterix Kieldrecht     |                        |
| 2005  | Eburon Tongres         | Dauphines Charleroi    |                        |
| 2006  | Dauphines Charleroi    | Eburon Tongres         |                        |
| 2007  | Datovoc Tongeren       | Asterix Kieldrecht     |                        |
| 2008  | Asterix Kieldrecht     | VDK Gent Dames         |                        |
| 2009  | Dauphines Charleroi    | Asterix Kieldrecht     | VDK Gent Dames         |
| 2010  | Asterix Kieldrecht     | VDK Gent Dames         |                        |
| 2011  | Asterix Kieldrecht     | VDK Gent Dames         | Hermes Volley Oostende |
| 2012  | Asterix Kieldrecht     | VDK Gent Dames         | Dauphines Charleroi    |
| 2013  | VDK Gent Dames         | Asterix Kieldrecht     | Dauphines Charleroi    |
| 2014  | Asterix Kieldrecht     | Dauphines Charleroi    | VDK Gent Dames         |
| 2015  | Asterix Kieldrecht     | Dauphines Charleroi    | Hermes Volley Oostende |
| 2016  | Asterix Kieldrecht     | VDK Gent Dames         |                        |
| 2017  | Asterix Avo Beveren    | VC Oudegem             |                        |
| 2018  | Asterix Avo Beveren    | VC Oudegem             |                        |
| 2019  | Asterix Avo Beveren    | Hermes Volley Oostende |                        |
| 2020  | non terminé            | non terminé            | non terminé            |